# Nelofer Pazira
Nelofer Pazira, née en 1973 en Inde, est une metteur en scène, comédienne, journaliste et auteur canado-afghane.

## Biographie
Née en Inde, Nelofer Pazira grandit à Kaboul, en Afghanistan, où elle vit dix ans d'occupation soviétique. Alors qu'elle est âgée de seize ans, sa famille parvient à s'enfuir en 1989 au Pakistan. Un an plus tard, ils émigrent au Canada, au Nouveau-Brunswick.
En 1996, elle retourne en Afghanistan, toujours sous le régime des talibans, pour tenter de retrouver un ami d'enfance. Elle fonde sa société de production, Kandahar Films, en 2001. Ses recherches infructueuses sont le sujet d'un long métrage présenté au Festival de Cannes en 2001, Kandahar. Elle reçoit le Prix d'interprétation du Festival du nouveau cinéma de Montréal pour sa performance dans ce film.
Nelofer Pazira fonde un organisme de bienfaisance, le Fonds Dyana des femmes afghanes, du nom de son ami d'enfance qui est mort pendant le régime taliban. Il offre une éducation et une formation professionnelle pour les femmes afghanes.
Elle coréalise en 2003 le film Retour à Kandahar, qui remporte le prix Gemini au Canada en 2003 et apparaît également dans le documentaire de Christian Frei, The Giant Buddhas. En 2008, elle réalise et produit Audition, un documentaire sur le cinéma en Afghanistan. Elle est l'auteur et réalisateur de la Loi du déshonneur (2010), un long métrage de fiction sur les crimes d'honneur.
Nelofer Pazira publie en 2005 A Bed of Red Flowers: In Search of My Afghanistan, lauréat du Prix de la biographie Drainie-Taylor.
Elle détient un diplôme en journalisme et en littérature anglaise de l'université Carleton à Ottawa et est titulaire d'un master en anthropologie, sociologie et religion de l'Université Concordia de Montréal. Elle a également reçu un doctorat honorifique en droit de l'université Carleton. Récemment, elle a reçu un doctorat honorifique en lettres de l'université Thompson-Rivers à Kamloops, en Colombie-Britannique.

## Filmographie
comme réalisatrice
- 2003 : Retour à Kandahar (coréalisatrice)
- 2008 : Audition (film documentaire) (aussi scénariste et productrice)
- 2010 : Act of Dishonour

comme actrice
- 2001 : Kandahar (ou Voyage à Kandahar) de Mohsen Makhmalbaf : Nafas
- 2005 : Les Bouddhas géants (en) (film documentaire) : elle-même en tant que journaliste
- 2006 : The Hour (série TV) : elle-même (épisode du 18 janvier)
- 2008 : Audition (film documentaire) : elle-même
- 2010 : Act of Dishonour : Mejgan